# Açores (Aguiar da Beira)
Açores era, em 1747, uma pequena aldeia portuguesa da freguesia de Aguiar da Beira, termo da vila do mesmo nome, Arciprestado de Pena-Verde, Comarca de Linhares, Bispado de Viseu, e Província da Beira Alta. Era terra pobre, e de todos os frutos recolhia poucos; e o de que recolhia maior abundância era centeio, ordinário mantimento daquela gente.